# Hermann Herrigel
Hermann Herrigel (* 2. Juni 1888 in Monakam/Bad Liebenzell; † 19. Oktober 1973 in Schorndorf) war ein deutscher Journalist. Er war bis 1935 Redakteur bei der Frankfurter Zeitung. Die Eltern waren pietistisch orientierte Protestanten, die Mutter: Pauline, geb. Schairer; der Vater, Friedrich war Lehrer. Eugen Herrigel war ein Vetter Hermann Herrigels.

## Leben
Nach dem Abitur folgte das Studium in Tübingen und München (vermutlich auch in Berlin): Hermann Herrigel "sollte Philologe werden" ("Rückblick") und beschäftigte sich viel mit Philosophie.
Er studierte bei Erich Adickes, dem Mitarbeiter der "Kant-Studien", und war besonders beeindruckt von dem Neukantianer Hans Cornelius.
Seine Dissertation "Der Gebrauch der Epitheta bei Pindar" wurde von Schmied abgelehnt. Herrigel hatte nie mit ihm über seine Arbeit gesprochen – er bezeichnete sich selbst als "Alleingänger".

So wird Hermann Herrigel 1912 ohne Studienabschluss Praktikant in einer Volksbücherei. Nach sechsmonatiger Ausbildung bei Walter Hofmann arbeitet er als Bibliotheksassistent in Dresden-Plauen und Leipzig. Bis 1917 (vermutlich Jahreswende 1916/17) war er schließlich, laut Hofmann, Leiter der "Freien öffentlichen Bücherei Dresden-Plauen". Herrigel schreibt, dass ihm der Sinn dieser Arbeit auch fraglich wurde und er so eine Tat-Flugschrift über Volksbildung verfasste, allerdings ohne mit Hofmann darüber zu sprechen: "So kam es zum Krach, doch kam um dieselbe Zeit der Ruf nach Frankfurt, um dort bei der Frankfurter Zeitung ein Archiv einzurichten" (Rückblick). Im Mai 1917 erscheint seine erste Artikelserie über Volksbildungsfragen und den Richtungsstreit im Bibliothekswesen.

Herrigel war später (nach Erich Tross, der Anfang der 30er Jahre verstarb) der Leiter einer Beilage für "Hochschule und Jugend", die von der Frankfurter Zeitung herausgegeben wurde.
Das letzte von ihm herausgegebene Blatt "Für Hochschule und Jugend" ist vom 3. Februar 1935.
Sein Nachfolger war Dolf Sternberger.

## Wirkung
Jürgen Henningsen, einer der profundesten Kenner der Erwachsenenbildung der Weimarer Zeit, schreibt in seiner Arbeit "Zur Theorie der Volksbildung": "Von Herrigel wissen die meisten, denen ein ungefähres Bild der Geschichte der deutschen Erwachsenenbildung gegenwärtig ist, so gut wie gar nichts", und er betont, "daß jede Darstellung, die für die von Herrigel ausgegangenen entscheidenden Anstöße keinen Platz findet, unzulässig schematisiert".
Schon mit dem Aufsatz über "Die Problematik der Volksbibliothek" (1916b) schaltet sich Herrigel in die Auseinandersetzung zwischen alter (oder auch Essener Richtung mit Eugen Sulz) und Neuer Richtung (Hofmann) ein.
Das Hauptproblem liegt für Herrigel in der Frage: "Soll die Bibliothek zuerst ... dem Volke dienen oder der Kultur?" (S. 131). Die Bibliothekare um Sulz hatten den Wahlspruch: "Die Volksbücherei kann auf keinen Leser verzichten". Herrigel bezieht Position: "gegenüber Sulz behält Hofmann immer unbedingt Recht." (S. 141)
Herrigel kritisiert 1916 die Volksbildungsbemühungen in seiner Tatflugschrift, dabei ist der Ton durchaus zeittypisch:

„Auch diese Schrift ist eine Kriegsschrift, ja eine Kriegserklärung. [...] Dieser Krieg ist nicht zuerst ein Kampf der Waffen, sondern über allem ein Krieg des Geistes, der Krieg um das Metaphysische! Er gilt unserer größten Gefahr, der englischen, im eigenen Land.“

Das englische "rechnerische Denken", dieses "unmetaphysischen Volkes" habe den Deutschen den Liberalismus beschert, und die "befreiende Unendlichkeit jenseits" wurde nicht mehr gesehen. "Die Wissenschaftlichkeit [... nahm] uns das Geistige, Metaphysische". Nach den ersten Sätzen geht es in dieser Diktion weiter bis zur Überleitung zum Thema Volksbildung:

„Da kam [...] der Krieg, der uns trotz Blut und Tod erlöst hat. Nun dürfen wir umdenken, nun ist der Zwang des wissenschaftlichen Systems von uns genommen. Nun setzen wir überall das Metaphysische wieder in sein Recht.
Diese Schrift unternimmt es, dem Volksbildungsgedanken der öffentlichen Bibliotheken wieder diesen Horizont des Unendlichen zu geben. Sie erhebt Widerspruch gegen die Grundlagen der modernen Volksbildungsbewegung: gegen die Verwendung von Worten, die Geistiges bezeichnen für Dinge, die damit nichts zu tun haben; ihre Aufgabe soll es sein, Bedenken zu wecken gegen die Volksbildungsideale, ja auf die Gefahr aufmerksam zu machen, die mit den ungeistigen liberalen Voraussetzungen der Volksbildungtätigkeit verknüpft ist. Entweder handelt es sich dabei um Aufklärung und Unterhaltung, dann soll man nicht von Bildung reden; oder es handelt sich um Bildung, dann soll man ihren grundsätzlichen Gegensatz zur bloßen Aufklärung unbedingt ernst nehmen.“

Entgegen der Voraussetzung der Volksbildungsbewegung, daß im Volke "starke, wahrhafte Bildungsinteressen vorhanden sind" und, dass "das Volk geistig werden könnte" (S. 3) betont Herrigel den "grundsätzliche[n] Gegensatz zwischen Volk und dem einzelnen, wahrhaft Bildungsfähigen" (S. 4).

Unter Betonung der "grundsätzlichen, ursprünglichen Ungleichheit der Menschen", verweist er auf den Gegensatz, der für ihn das "eigentlich Menschenwesentliche" ist, nämlich das "Subjekt oder Objekt sein", das "Hammer oder Amboß sein". (S. 5) Die "persönliche, über die Gleichheit und den Durchschnitt hervorragende Anlage ist [...] die grundlegende Möglichkeit aller Bildung" (S. 8).
Nach einigen Artikeln über Volksbibliothek und Volkshochschule in der FZ erscheint 1919 in der "hochangesehenen Monatsschrift"  Die neue Rundschau der Aufsatz "Erlebnis und Naivität und das Problem der Volksbildung", der "die Aufmerksamkeit aller verantwortlich Tätigen" wie Wilhelm Flitner, Eugen Rosenstock-Huessy und Werner Picht erzwang.
Schließlich begleitete Hermann Herrigel den Hohenrodter Bund von seiner Entstehung 1923 bis zu seinem Ende 1930 mit jährlichen Artikeln in der Frankfurter Zeitung. Diese Berichte "stellten fast die einzige Quelle dar, aus der die Interessierten etwas über den Bund erfahren konnten". Der Hohenrodter Bund war ein Zusammenschluss von Praktikern und Theoretikern der Neuen Richtung, der die Erwachsenenbildung der Weimarer Zeit maßgeblich beeinflusste.

## Schriften (Auswahl)
- 1916a: Über die Freihandbibliothek. Aus: Blätter für Volksbibliotheken und Lesehallen. Jg. 17, S. 18–20.
- 1916b: Die Problematik der Volksbibliothek. Aus: Zentralblatt für Volksbildungswesen Jg. 15, S. 129–143.
- 1916c: Volksbildung und Volksbibliothek. Eine Abrechnung. Tat-Flugschriften 14. Jena: Diederichs.
- 1917: Die Zentralstelle für volkstümliches Büchereiwesen zu Leipzig. Frankfurter Zeitung vom 5. Mai 1917
- 1918a: Über den Verlust der Tradition. Aus: Die Rheinlande Jg. 18, S. 114ff.
- 1918b: Idealismus. Aus: Die Rheinlande Jg. 18,  S. 185ff.
- 1918c: Der Konflikt der modernen Kultur (Simmel). Aus: Die Rheinlande Jg. 18, S. 243ff.
- 1919a: Die revolutionäre Entscheidung. Aus: Die neue Rundschau. 30. Jahrgang der freien Bühne. S. 688–694.
- 1919b: Erlebnis und Naivität und das Problem der Volksbildung. Aus: Die neue Rundschau. 30. Jahrgang der freien Bühne. S. 1303–1316.
- 1919c: Die heutige Bildung und die Volkshochschule. In: Tietgens 1969, S. 116–123. Ursprünglich aus der Frankfurter Zeitung vom 12. u. 13. Dezember 1919.
- 1921a: Zur Kritik der idealistischen Volksbildung. Aus: Volksbildungsarchiv 8, S. 237–267.
- 1921b: Volk und Staat. Aus: Die Tat Jg. 13, S. 256–262.
- 1921c: Politik und Idealismus. Aus: Kant-Studien 26, S. 52–73. Wiederabdruck in: Ders. 1928b: Das neue Denken.
- 1922b: Priesterbildung und Laienbildung. Aus: Die Arbeitsgemeinschaft Jg. 4, S. 10–19.
- 1927: Wissenschaft und Leben (Ausarbeitung des Referats von der Tagung des Hohenrodter Bundes 1925). Aus: Die Erziehung Jg. 2, S. 434–455 u. 524–536.
- 1928a: Weltanschauung und Erwachsenenbildung. Aus: Der Kunstwart Jg. 41, S. 262ff.
- 1928b: Das neue Denken. Berlin: Lambert Schneider.
- 1930b: Zwischen Frage und Antwort. Gedanken zur Kulturkrise. Berlin: Lambert Schneider.
- Ein unbekanntes deutsches Kinderbuch. In: Philobiblon, Jg. 8 (1935), Heft 3, S. 107–108.